# Triathlon ai Giochi della XXXII Olimpiade
Le competizioni di triathlon ai Giochi della XXXII Olimpiade si sono svolte dal 26 al 31 luglio 2021 presso il parco marino di Odaiba. Rispetto all'edizione del 2016 è stato aggiunto un nuovo evento a squadre miste.

## Calendario
| Data           | Orario (UTC+9) | Evento         |
| -------------- | -------------- | -------------- |
| 26 luglio 2021 | 6:30-9:00      | Gara maschile  |
| 27 luglio 2021 | 6:30-9:05      | Gara femminile |
| 31 luglio 2021 | 7:30-9:25      | Gara a squadre |

## Nazioni partecipanti
- Argentina (1)
- Australia (6)
- Austria (4)
- Azerbaigian (1)
- Belgio (4)
- Bermuda (1)
- Brasile (3)
- Canada (5)
- Cile (2)
- Cina (1)
- Rep. Ceca (2)
- Egitto (1)
- Estonia (1)
- Ecuador (1)
- Francia (5)
- Germania (4)
- Gran Bretagna (5)
- Ungheria (4)
- Hong Kong (1)
- Irlanda (2)
- Israele (2)
- Italia (5)
- Giappone (4)*
- Lussemburgo (1)
- Marocco (1)
- Messico (4)
- Paesi Bassi (4)
- Norvegia (4)
- Nuova Zelanda (4)
- Portogallo (3)
- ROC (4)
- Romania (1)
- Spagna (5)
- Sudafrica (4)
- Svizzera (4)
- Siria (1)
- Ucraina (1)
- Stati Uniti (5)

*La nazione ospitante è contrassegnata dal grassetto.

## Podi
| Evento                    | Oro                                                                             | Perform. | Argento                                                              | Perform. | Bronzo                                                                 | Perform. |
| Gara maschile (dettagli)  | Kristian Blummenfelt                                                            | 1h45'04" | Alex Yee                                                             | 1h45'15" | Hayden Wilde                                                           | 1h45'24" |
| Gara femminile (dettagli) | Flora Duffy                                                                     | 1h55'36" | Georgia Taylor-Brown                                                 | 1h56'50" | Katie Zaferes                                                          | 1h57'03" |
| Gara a squadre (dettagli) | Gran Bretagna Jessica Learmonth Jonathan Brownlee Georgia Taylor-Brown Alex Yee | 1h23'41  | Stati Uniti Katie Zaferes Kevin McDowell Taylor Knibb Morgan Pearson | 1h23'55" | Francia Léonie Périault Dorian Coninx Cassandre Beaugrand Vincent Luis | 1h24'04" |

## Medagliere
| Pos.   | Paese         | Oro | Argento | Bronzo | Totale |
| ------ | ------------- | --- | ------- | ------ | ------ |
| 1      | Gran Bretagna | 1   | 2       | 0      | 3      |
| 2      | Bermuda       | 1   | 0       | 0      | 1      |
| 2      | Norvegia      | 1   | 0       | 0      | 1      |
| 4      | Stati Uniti   | 0   | 1       | 1      | 2      |
| 5      | Francia       | 0   | 0       | 1      | 1      |
| 5      | Nuova Zelanda | 0   | 0       | 1      | 1      |
| Totale | Totale        | 3   | 3       | 3      | 9      |